# 14 до н. е.

## Події

### Римська імперія
- Марк Ліциній Красс і Гней Корнелій Лентул Авгур  — консули Римської імперії.
- Приєднання Південних Альп до Риму.
- Весілля Публія Квінтілія Вара і Віпсанії Марцелли.
- Октавіан Август створює колонію для своїх ветеранів та дає їй назву лат. Julia Augusta Felix Berytus (сучасний Бейрут).

### Хань
- Повстання на залізних рудниках

## Народилися
- Агріппіна Старша — дочка Агріппи і Юлії Старшої, матір Калігули.
- Клавдія Пульхра — остання дружина Публія Квінтілія Вара.
- Ма Юань — китайський генерал Династії Хань.

## Померли
- Луцій Варій Руф — давньоримський поет часів правління імператора Октавіана Августа.
- Динамія — цариця Боспору, внучка Мітрідата Великого, дочка Фарнака II.